# Begonia trigonocarpa
Espèce
Begonia trigonocarpa est une espèce de plantes de la famille des Begoniaceae.
Elle a été décrite en 1917 par Henry Nicholas Ridley (1855-1956).